# Your Love Is So Good for Me
Your Love Is So Good for Me è un singolo della cantante statunitense Diana Ross, pubblicato il 24 gennaio 1978 come secondo estratto dal ottavo album in studio Baby It's Me.

## Tracce
Testi e musiche di Ken Peterson.
7"
1. Your Love Is So Good for Me – 3:49
2. Baby It’s Me – 3:09

12"
1. Your Love Is So Good for Me – 6:27
2. Baby It’s Me – 3:12

## Classifiche
| Classifica (1978) | Posizione massima |
| ----------------- | ----------------- |
| Canada            | 66                |
| Stati Uniti       | 49                |